# Calvin Willey
Calvin Willey (East Haddam, 1776. szeptember 15. – Stafford, 1858. augusztus 23.) az Amerikai Egyesült Államok szenátora (Connecticut, 1825–1831).